# Clermont (navire)
Pour les articles homonymes, voir Clermont.
Le Clermont est un des premiers navires à vapeur à avoir navigué. Son nom était à l'origine North River Steamboat, mais les journaux de l'époque lui ont rapidement donné le nom de Clermont qui est devenu le plus utilisé. Construit par Robert Fulton en 1807, il effectue une traversée à la vapeur entre New York et Albany,  distantes de 145 miles (soit 230 kilomètres environ), qui ouvre la voie à un service commercial rentable, et marque le premier pas dans le monde de la navigation à la vapeur.
Une réplique du Clermont a été réalisée pour son centenaire, en 1907.